# 특별수사: 사형수의 편지
《특별수사: 사형수의 편지》는 2016년에 개봉한 대한민국의 영화이다.

## 줄거리
하나뿐인 딸 동현과 평범하게 살던 택시기사 권순태(김상호). 하지만 그 평범함은 소풍가는 딸아이를 태워주기로 한 날. 갑자스럽게 몰려든 형사들에게 살인혐의로 체포당하면서 끝나버렸다. 그가 체포된 이유는 딱 하나. 얼마전 청부살인을 당한 대해제철 며느리와 마지막으로 있었단 이유에서였다. 순태는 자신은 그저 피해여성을 택시로 태워준것이 고작이라며 결백을 주장했지만 재판은 빠르게 진행되어 결국 사형판결을 받받고 교도소에 수감된다. 하지만 그곳에서도 다른 죄수들에게 사형수라고 손가락질을 받았고 교도관들에게도 인간이하 취급을 받는 순탄치 않은 생활을 반복한다. 결국 순태는 누군가에게 급히 편지를 쓰기 시작한다.
한때 누구보다도 잘나가는 모범경찰이었던 최필재(김명민). 하지만 동료경찰이 자신에게 누명을 씌운것도 모자라 뻔뻔스럽게 비웃기까지 하자 분노가 폭발해 그를 화분으로 폭행했고 경찰직에서 짤린다. 이후 경찰들 뒤를 봐주는 브로커로 전락했지만 일이 꽤나 잘되는지 사람을 보자마자 돈봉투부터 건네줄 정도로 성공한편이다. 그러던 어느날, 순태가 쓴 편지 한통을 받게된다.필재와 동업하는 변호사 김판수(성동일)는 단박에 그가 나라의 경제를 쥐락펴락하는 대해제철 큰며느리 사건의 범인으로 체포된 사형수임을 알고는 이런 사건은 잘못 건드렸다간 피곤해진다며 무시하라고 했지만 알 수 없는 호기심이 생긴 필재는 홀로 사건을 추적해나가기 시작했고 엄청난 진실을 알게된다.

## 캐스팅

### 주요 인물
- 김명민 : 최필재 역 - 브로커
- 김상호 : 권순태 역 - 사형수
- 성동일 : 김판수 역 - 변호사
- 김영애 : 여사님 역 - 대해제철의 실세
- 김향기 : 권동현 역 - 권순태 딸

### 그 외
- 김뢰하 : 박 소장 역
- 박수영 : 임항주 역 - 경찰
- 박혁권 : 양용수 역 - 경찰
- 최병모 : 장 부장 역 - 검사
- 오민석 : 차 교위 역
- 이지훈 : 젊은 형사 역
- 박지환 : 길 상사 역
- 김성현 : 구 중사 역
- 민진웅 : 구 하사 역
- 곽자형 : 국선 역
- 이동용 : 종구 역
- 홍기준 : 감독관 역
- 이승훈 : 신부 역
- 민지아 : 며느리 역
- 함성민 : 정호 역
- 서동갑 : 비서 1 역
- 강혜림 : 비서 2 역
- 전병욱 : 교도관 1 역
- 전인걸 : 교도관 2 역
- 강태영 : 교도관 3 역
- 김경준 : 교도관 4 역
- 이성욱 : 478번 역
- 송용호 : 452번 역
- 김주원 : 5살 권동현 역
- 강종성 : 고 회장 역
- 남연우 : 응급실 의사 역
- 진주연 : 다하이 여직원 1 역
- 석보배 : 다하이 여직원 2 역
- 손용상 : 벤츠남 역
- 김승필 : 탈주범 역
- 주석제 : 날개꺾기 용의자 역
- 강석원 : 재소자 1 역
- 김학충 : 재소자 2 역
- 정재영 : 강력계 형사 1 역
- 차상민 : 강력계 형사 2 역
- 강순호 : 광수대 형사 1 역
- 조현수 : 광수대 형사 2 역
- 김용호 : 광수대 형사 3 역
- 정택호 : 광수대 형사 4 역
- 이기창 : 부검실 시체 1 역
- 최운경 : 부검실 시체 2 역
- 이강영 : 선친회장 역
- 조민지 : 라디오 아나운서 역
- 박선지 : 정호 엄마 역

### 특별출연
- 신구 : 할배 역
- 이한위 : 박 박사 역 - 부검의
- 이문식 : 빨간명찰 역 - 사형수
- 김명국 : 황 검사 역